# Ypsolopha gerdanella
Ypsolopha gerdanella là một loài bướm đêm thuộc họ Ypsolophidae. Loài này có ở Hoa Kỳ, bao gồm New Mexico.
Sải cánh dài khoảng 18 mm.